# Nywa Tarnopol
Nywa Tarnopol (ukr. Професійний футбольний клуб «Нива» Тернопіль, Profesijnyj Futbolnyj Kłub „Nywa” Ternopil) – ukraiński klub piłkarski z siedzibą w Tarnopolu. Założony w roku 1978 jako Nywa Podhajce.
W latach 1992–2001 występowała w rozgrywkach ukraińskiej Wyższej Ligi. 

## Historia
Chronologia nazw: 
- 1978—1981: Nywa Podhajce (ukr. «Нива» Підгайці)
- 1982—1984: Nywa Brzeżany (ukr. «Нива» Бережани)
- 1984—2015: Nywa Tarnopol (ukr. «Нива» Тернопіль)
- 2016– : PFK Nywa Tarnopol (ukr. ПФК «Нива» Тернопіль)

Drużyna piłkarska powstała w 1978 roku w mieście Podhajce jako Nywa z inicjatywy naczelnika kołchozu Iwana Potupy. 1982 roku przenosi się do Brzeżan, a w 1984 roku do stolicy obwodu - Tarnopola. Drużyna występowała w rozgrywkach Mistrzostw Ukraińskiej SRR.
W 1992 roku Nywa Tarnopol rozpoczął ligowe rozgrywki w ukraińskiej Wyższej Lidze.
Po sezonie sezonu 2000/01 spadł do Pierwszej Lidze, a po następnym sezonie 2001/02 do Drugiej Ligi. Po zakończeniu sezonu 2012/13 powróciła do Pierwszej Ligi. 7 kwietnia 2016 została zdyskwalifikowana z rozgrywek Pierwszej Ligi przez niestawienie się na dwa mecze ligowe.
21 czerwca 2017 roku został dopuszczony do rozgrywek Druhiej Lihi i otrzymał status profesjonalny.

## Sukcesy
- 4 miejsce w Wyższej Lidze:

1992

## Trenerzy
- 1978:  Wiktor Serebrianikow
- 1979–06.1980:  Stanisław Jewsejenko
- 06.1980–1980:  Mychajło Duneć
- 1981:  Wołodymyr Proszkin
- 1982:  Jewhen Kaminski
- 1983–08.1984:  Mychajło Duneć
- 08.1984–1984:  Taras Hreniak
- 1985:  Mychajło Duneć
- 1986–1988:  Witalij Polanski
- 1989–1990:  Ołeksandr Pawłenko
- 1991:  Mychajło Duneć
- 03.1992–11.1992:  Łeonid Kołtun
- 01.1992–06.1994:  Łeonid Buriak
- 07.1994–10.1994:  Wałerij Duszkow
- 10.1994–06.1998:  Ihor Jaworski
- 06.1998:  Łeonid Iszczuk
- 07.1998–06.1999:  Ihor Jurczenko
- 07.1999–08.2000:  Wałerij Bohusławski
- 09.2000–03.2001:  Ihor Jaworski
- 04.2001–11.2001:  Ihor Biskup
- 03.2002–09.2002:  Wałerij Powstenko
- 09.2002–06.2003:  Mychajło Zawalniuk
- 07.2003–06.2004:  Łeonid Iszczuk
- 06.2004:  Anatolij Nazarenko
- 07.2004:  Łeonid Iszczuk
- 08.2004–11.2004:  Eduard Jabłonski
- 03.2005–06.2005:  Serhij Szymanski
- 07.2005–06.2006:  Jurij Dubrowny
- 07.2006–05.2007:  Petro Czerwiń
- 05.2007–06.2007:  Samir Hasanow (p.o.)
- 07.2007–04.2008:  Jurij Kowal
- 05.2008–03.2010:  Wiktor Riaszko
- 03.2010:  Ihor Biskup (p.o.)
- 04.2010–05.2010:  Eduard Pawłow
- 06.2010–03.2011:  Serhij Szymanski
- 03.2011–06.2011:  Ihor Biskup
- 07.2011–12.09.2011:  Petro Czerwiń
- 12.09.2011–31.05.2012:  Bohdan Stroncicki
- 18.06.2012–16.03.2014:  Ihor Jaworski
- 17.03.2014–28.04.2015:  Bohdan Samardak (p.o.)
- 28.04.2015–09.09.2015:  Roman Tołoczko
- 09.09.2015–01.05.2017:  Petro Badło
- 02.05.2017–09.05.2017:  Samir Hasanow (p.o.)
- 10.05.2017–16.04.2018:  Serhij Zadorożny
- 17.04.2018–28.05.2018:  Wadym Bożenko (p.o.)
- 29.05.2018–23.09.2018:  Witalij Szumski
- 24.09.2018–16.10.2018:  Wadym Bożenko (p.o.)
- 16.10.2018–10.01.2019:  Ołeksandr Stachiw
- 10.01.2019–...:  Wasyl Małyk